# Самоил Дуковски
Самоил Дуковски (на македонска литературна норма: Самоил Дуковски) е филмов и театрален актьор от Република Македония.

## Биография
Дуковски е роден през 1929 година в Галичник, Кралство Югославия. Средно държавно театрално училище завършва в 1950 година, а с професионална актьорска дейност започва да се занимава от 1955 година. Първите няколко години от неговата кариера ги прекарва на сцената на Македонския народен театър. В Драматичния театър играе от 1959 година. В своята актьорска кариера изиграва над 85 роли. Особено се отличава в главните роли на пиесите „Балада за поручика и Марютка“ от Братко Крефт, „Гръдко“ от Джокич, „Александра“ от Томе Арсовски, „На добър път“ от Розов, „Дундо Марое“ от Държич, „Яне Задрогаз“ от Стефановски, „Кралят на елените“ от Карло Гоци и „Дон Жуан“ от Молиер.
Дуковски се занимава и с писане на пиеси, а някои от тях са играни на сцена. Носител е на много награди, между които Медал за заслуги за народа в 1947 година, Плакет на град Скопие в 1969 година.
Почива на 82-годишна възраст на 26 май 2011 година в Скопие, Република Македония.

## Филмография
- 1952 Бели мугри, рецитатор, документален, Вардар филм
- 1967 Каде по дождот (Поддържаща роля)
- 1967 Мементо (Поддържаща роля)
- 1981 Црвениот коњ (Поддържаща роля)
- 1991 Татуиране (Поддържаща роля)
- 1995 Ангели на отпад (Поддържаща роля)
- 1998 Збогум на 20-тиот век (Поддържаща роля)